# Ячевский, Алексей Иванович
Ячевский Алексей Иванович (18 апреля 1912 года, с. Патровка, ныне Алексеевский район, Самарская область — 2 августа 1987 года, там же) — комбайнёр колхоза «Луч Ильича» Алексеевского района Куйбышевской области, Герой Социалистического Труда (1958).

## Биография
Ячевский Алексей Иванович родился 18 апреля 1912 года в селе Патровка Самарской губернии (ныне — Алексеевский район Самарской области).
После окончания начальной школы в 1925 году начал помогать отцу в работе. Во время коллективизации вступил в сельскохозяйственную артель. В 1936 году окончил курсы комбайнёров в г. Сызрань и стал работать комбайнёром в колхозе «Луч Ильича».
С 1942 по 1945 годы принимал участие в Великой Отечественной войне, а после демобилизации продолжил работу комбайнёром в родном колхозе.
Алексей Иванович Ячевский в 1958 году намолотил 9500 центнеров зерна с 800 гектаров.
За выдающиеся успехи, достигнутые в деле увеличения производства зерна и других продуктов сельского хозяйства, Указом Президиума Верховного Совета СССР от 21 ноября 1958 года Ячевскому Алексею Ивановичу было присвоено высокое звание Героя Социалистического Труда с вручением ордена Ленина и золотой медали «Серп и Молот».
Выйдя на пенсию в 1966 году работал заведующим ремонтной мастерской в колхозе «Луч Ильича», отвечал за техническое состояние оборудования на утиной ферме.
Умер 2 августа 1987 года.

## Награды
- Звание Герой Социалистического Труда (Указ Президиума Верховного Совета СССР от 21 ноября 1958 года;
- Золотая медаль «Серп и Молот» (21 ноября 1958 — № 9624);
- Орден Ленина (21 ноября 1958 — № 312661);
- Медали.